# Niviventer niviventer
Niviventer niviventer är en däggdjursart som först beskrevs av Hodgson 1836.  Niviventer niviventer ingår i släktet Niviventer och familjen råttdjur. IUCN kategoriserar arten globalt som livskraftig. Inga underarter finns listade i Catalogue of Life.
Genetiska studier tyder på att arten är systergruppen till en grupp som bildas av Niviventer brahma och Niviventer eha. Alla tre tillsammans är systergruppen till en utvecklingslinje med Niviventer coninga, Niviventer lopides och Niviventer tenaster.

## Beskrivning
En liten råtta med litet huvud och vanligen rubinröd päls på ovansidan, som kan övergå i roströd, och helt vit päls på buken. Brunaktiga fläckar på bröst och nacke kan förekomma. Svansen är lång, länge än kroppen, och likt kroppen tvåfärgad. Spetsen år dock ofärgad eller naken. För kroppens (huvud och bål) längd registrerades 133 till 160 mm och för svansen 212 mm. Den första tån vid bakfoten är liten med en liten klo. Honans åtta spenar är ordnade i par och de är jämn fördelade på undersidan.

## Utbredning
På grund av att flera närbesläktade arter finns i närliggande områden är det exakta utbredningsområdet omdebatterat. Under alla omständigheter förekommer arten i Himalaya. IUCN anger utsträckningen från norra Indien (Uttar Pradesh) över Nepal och Bhutan till Myanmar. Mammal Species of the World lägger till att den även förekommer i norra Pakistan. En relativt ny undersökning (2011), utförd av en grupp ryska vetenskapsmän, rapporterar om fynd gjorda i norra Vietnam. Man framlägger även en teori om att den också kan förekomma i sydöstra Kina (provins Guangxi).

## Ekologi
Arten förekommer både i bergstrakter och lågland i städsegröna skogar, galleriskogar, lövskogar och barrskogar, gärna i närheten av vattendrag (som i floddalar). Individerna är nattaktiva och gräver underjordiska bon. I bergstrakter når den upp till 3 600 meter över havet.
Niviventer niviventer går även på marken och den klättrar ibland i växtligheten. Som föda uppskattas frön, blad och leddjur. Nyfödda ungar väger i genomsnitt 2,8 g und särskild många dör under sina första dagar. De som överlever öppnar sina ögon efter 18 till 22 dagar och de får 25 till 30 dagar di. Ungefär en vecka senare är de självständiga.

## Hot
IUCN klassificerar den som livskraftig ("LC"), men ser ändå habitatförlust till följd av växelbruk och skogsbränder som möjliga hot.